# Sauer (Altenau)

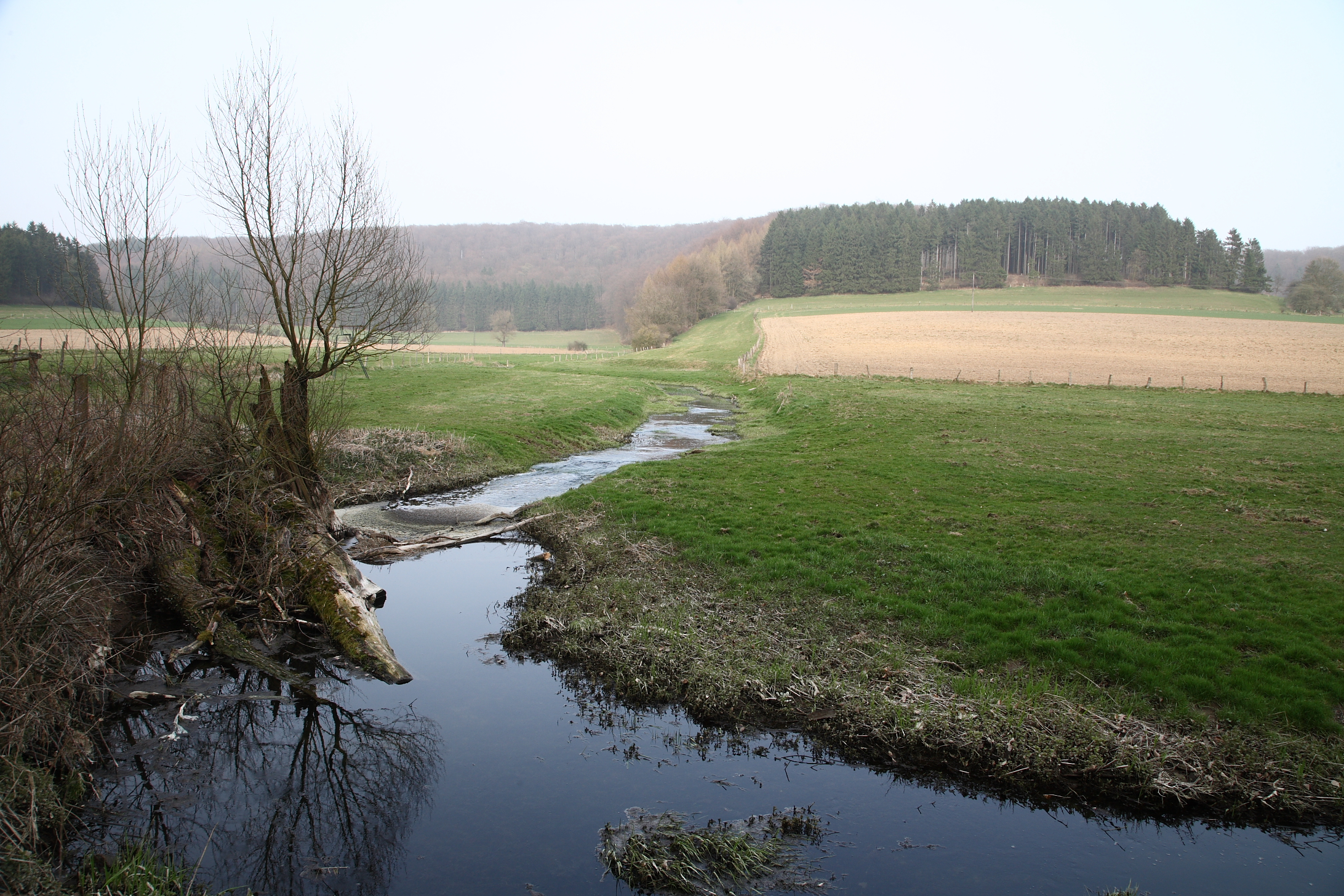
Die Sauer zwischen Grundsteinheim und Ebbinghausen

Die Sauer ist ein etwa 30 km langer, nordöstlicher und orographisch rechter Zufluss der Altenau im nordrhein-westfälischen Kreis Paderborn (Deutschland).

## Verlauf
Die Sauer entspringt im Südteil von Eggegebirge und Naturpark Teutoburger Wald / Eggegebirge im Stadtgebiet von Lichtenau. Ihre Quelle liegt nordöstlich des Stadtteils Kleinenberg etwas oberhalb der Landesstraße 763.
Anfangs fließt die komplett im Lichtenauer Stadtgebiet und Naturpark Teutoburger Wald / Eggegebirge sowie meist auf der Paderborner Hochfläche verlaufende Sauer etwa in Richtung Westen, wo sie das etwas nördlich gelegene Bodendenkmal Alte Eisenbahn passiert und danach durch die drei bei Schönthal gelegenen Fischteiche verläuft. Hiernach unterquert sie nach dem Durchfließen des Naturschutzgebiets Sauerbachtal Bülheim (NSG-Nr. 165330), das 1938 gegründet wurde und etwa 49 ha groß ist, und eines beim Gut Bülheim gelegenen Teichs die Bundesstraße 68.
Danach wendet sich die Sauer nach Nordwesten und verläuft in der sanft gewellten Hochfläche Soratfeld (dürres Feld) durch das mehrteilige Naturschutzgebiet Sauertal (NSG-Nr. 319051), das seit 2000 besteht und etwa 927 ha groß ist, und nach Durchfließen des Hochwasserrückhaltebeckens Sudheim durch die Lichtenauer Kernstadt. Dort ist sie erneut von der B 68 überbrückt und hier mündet der von Osten heran fließende Odenheimer Bach ein.
Dann knickt die Sauer zwischen dem nicht an ihr gelegenen Lichtenauer Stadtteil Iggenhausen und dem Lichtenauer Stadtteil Grundsteinheim nach Südwesten ab; zwischen beiden Dörfern mündet etwa von Osten kommend das Schmittwasser ein. Kurz darauf durchfließt sie Grundsteinheim und unterquert danach letztmals die B 68. Anschließend fließt sie südwestwärts nach und durch den Lichtenauer Stadtteil Ebbinghausen und verlässt das Naturschutzgebiet Sauertal. 
Etwas nach dem Durchfließen des unterhalb von Ebbinghausen gelegenen Hochwasserrückhaltebecken Ebbinghausen mündet die Sauer direkt nördlich des Lichtenauer Stadtteils Atteln am Freibad Naturbad Altenautal in den recht wasserreichen Alme-Zufluss Altenau, die bis dorthin mit 13,25 km Fließstrecke viel kürzer als die Sauer ist.

## Wasserführung
Im Sommer sind zumeist weite Teile der Sauer trocken. So versickert der Bach hinter Lichtenau in Ponore. Das dort versickerte Wasser tritt in den Paderquellen wieder an die Oberfläche. Durch das bereits erwähnte Schmittwasser, das zwischen Grundsteinheim und Iggenhausen einmündet, führt diese in Grundsteinheim auch im Sommer Wasser. Beim Ortsausgang von Grundsteinheim versickert das Wasser erneut, so dass sie bis zur Mündung in die Altenau kein Wasser führt. Im Winter oder bei starken Regenfällen führt der Bach auf der ganzen Länge Wasser. Bei Schneeschmelze oder Regen wird der Wasserstand der Sauer teils so hoch, dass man Kanu fahren kann.

## Hochwasser
Insbesondere im Sommer 1965 war die Sauer über die Ufer getreten und überflutete dabei weite Teile der anliegenden Ortschaften. In der Folge wurden zwei Hochwasserrückhaltebecken (HRB) errichtet, die bei Hochwasser überschüssiges Sauerwasser aufnehmen: etwas oberhalb von Lichtenau bzw. vom Gut Sudheim das HRB Sudheim (1978 bis 1980 erbaut; 2,511 Mio. m³ Stauraum) und etwas unterhalb von Ebbinghausen das HRB Ebbinghausen (1974 bis 1976; 2,38 Mio. m³).

## Wasserscheide
Das Quellgebiet der Sauer liegt auf der Rhein-Weser-Wasserscheide: Dies bedeutet, dass sich die Sauer, die in westliche Richtungen fließt, über die Altenau, Alme und Lippe in den Rhein entwässert, während die Fließgewässer, die auf der Südost- bzw. Ostseite des Bergkamms entspringen, über die Diemel bzw. Nethe in die Weser fließen.

## Zuflüsse und Einzugsgebiet
Zu den Zuflüssen der Sauer, deren Einzugsgebiet 109,627 km² umfasst, gehören mit orographischer Zuordnung (l = linksseitig, r = rechtsseitig), Gewässerlänge, u. a. Mündungsort mit Sauerbachkilometer (flussabwärts betrachtet):
- Bach von Kleinenberg (l, 5,6 km), oberhalb Lichtenau (bei km 24,5)
- Odenheimer Bach (r; 6,3 km), in Lichtenau (bei km 19,15)
- Schmittwasser (im Unterlauf auch Glasebach oder Glasewasser genannt; r; 8,8 km), oberhalb Grundsteinheim (bei km 13,1)

## Ortschaften
Die Ortschaften an der Sauer sind (flussabwärts betrachtet):
- Lichtenau
- Grundsteinheim
- Ebbinghausen
- Atteln